# Karin Sowada
Karin Nicole Sowada (nascido em 1 de novembro de 1961) é uma arqueóloga  australiana e ex-política.  Ela serviu dois anos como senadora democrata australiana em New South Wales entre 1991 e 1993.  Em 1998, ela foi uma representante republicana da Convenção Constitucional .  De 1996 a 2005, ela foi curadora assistente do Museu Nicholson da Universidade de Sydney .  De 2008 a 2015, ela foi diretora executiva da Anglican Deaconess Institution Sydney.

## Infância e educação
Sowada nasceu em Sydney em novembro de 1961, a primeira de três filhos de Valentin e Helen Sowada.  Seu pai era um fotógrafo cuja foto "The Rigger" foi publicada pelo Sydney Morning Herald em 1965.  Ela estudou na Bronte Public School e na Randwick North High School e começou sua vida profissional como treinadora na indústria de cavalos puro-sangue.  Ela trabalhou brevemente como corretora de seguros antes de iniciar os estudos na Universidade de Sydney .  Ela se formou bacharel em arqueologia em 1989.

## Carreira política
Em 1982, Sowada se juntou aos democratas australianos .  Ela se candidatou a um cargo público no ano seguinte, aos 21 anos, quando foi escolhida como a candidata democrata à Casa dos Representantes em Phillip nas eleições de 1983 , recebendo 2,8% dos votos.  (Ver resultados eleitorais para a Divisão de Phillip # Eleições nos anos 80 ) Ela foi novamente a candidata democrata quando o então primeiro-ministro Bob Hawke convocou uma eleição de dissolução dupla em 1984 e melhorou seu voto, ganhando 5,5%.  Sowada fez uma oferta final para o assento na eleição de 1987 .  Os democratas estavam fazendo boas pesquisas federais na época, e sua campanha recebeu certa atenção da mídia, o que resultou em sua pesquisa com 6,8% dos votos, o que lhe rendeu alguma atenção dentro do partido antes de sua candidatura no Senado em 1990.
Sowada atuou como gerente da campanha democrata para a eleição do Estado de NSW em 1988 e para as eleições federais de 1990.  Uma investigação foi realizada em irregularidades no financiamento de campanha na época, mas Sowada não estava envolvido e iniciou uma ação legal contra organizações de mídia que sugeriram o contrário na época.
Sowada então voltou sua atenção para o Senado e ficou em segundo lugar na chapa do Senado de Nova Gales do Sul para as eleições de 1990 , atrás de Vicki Bourne .  Em 1991, Paul McLean demitiu-se do Senado depois que o líder Janet Powell foi substituído por John Coulter .  Sowada foi nomeada pelo partido para preencher a vaga casual e foi empossado como senador em setembro de 1991.  Ela era, na época, a mais jovem senadora feminina na história da Austrália (uma distinção que mais tarde passou para Natasha Stott Despoja ).
Sowada recebeu o papel de porta-voz das relações industriais e apoiou, de forma controversa, a iniciativa do governo Hawke de consagrar o direito de greve na legislação.  Enquanto esta posição lhe rendeu muitos elogios do movimento sindical em setembro, ela se tornou a primeira mulher política e primeira democrata a discursar no congresso bienal do Conselho Australiano de Sindicatos. Isso também provocou um grande confronto com o fundador do partido, Don Chipp , que ameaçou renunciar ao partido por causa da direção que o partido estava tomando com Sowada, encarregada das relações industriais.  Quando Coulter assumiu oficialmente como líder em outubro, Sowada perdeu o portfólio de relações industriais.  Logo depois, ela cruzou a sala para votar com o Partido Liberal da oposição contra uma medida para proibir a propaganda política durante as eleições.
Em 1992, Sowada ajudou a criar um programa de orientação para deficientes intelectuais em Sydney , e foi designado para os serviços do então estudante político Stott Despoja como funcionário.  Em junho daquele ano, Sowada acusou seu partido de negligenciar seu foco tradicional em questões sociais para se concentrar em questões ambientais sob Coulter, um ambientalista notável.  Ela participou ativamente do debate sobre educação, que ocupou o centro das atenções devido às draconianas reformas de educação terciária iniciadas pelo ex-ministro da Educação de Hawke, John Dawkins.
Sowada enfrentou seu primeiro e único teste eleitoral na eleição de 1993 .  Após uma contagem de um mês, ela foi derrotada por Sandy Macdonald, do Partido Nacional .  Ela culpou o líder do partido Coulter pelo golpe contra os democratas, que a viram perder o assento e pediu que ele fosse substituído por Cheryl Kernot .

### Convenção constitucional
Em 1997, Sowada fez um breve retorno à vida política quando foi indicada para se tornar uma delegada do Movimento Republicano Australiano à Convenção Constitucional sobre se a Austrália deveria se tornar uma república .  Ela se tornou uma porta-voz proeminente do Movimento Republicano Australiano durante a convenção, opondo-se vigorosamente à eleição direta do presidente e apoiando o líder às vezes controverso do movimento, Malcolm Turnbull.
Após a Convenção apresentar um modelo de república a ser votada no referendo de 1999 , Sowada foi nomeado para uma comissão de três pessoas dirigindo a campanha oficial "Sim", juntamente com Partido Liberal figura Andrew Robb e Peter Barron, um assessor do Partido Trabalhista.

## Carreira acadêmica
Sowada estava fazendo pós-graduação na Universidade de Sydney quando foi nomeada para o Senado e passou o recesso parlamentar de 1991-92 em uma escavação arqueológica na Jordânia .  Após sua derrota eleitoral, ela retomou seus estudos, obtendo seu PhD em arqueologia egípcia da Universidade de Sydney em maio de 2002.
Sowada realiza trabalho de campo arqueológico e pesquisa no Egito e na Jordânia e publicou em livros acadêmicos, revistas acadêmicas e revistas populares.  Ela deu palestras em torno da Austrália e apareceu como comentarista de mídia sobre arqueologia e egiptologia.
De 1996 a 2005, ela foi curadora assistente do Museu Nicholson da Universidade de Sydney.  Ela foi controversamente preterida para o trabalho quando foi revisada enquanto ela estava em licença de maternidade e ela teve que reaplicar por isso.  É pesquisadora em arqueologia egípcia da Universidade Macquarie e especialista nas relações exteriores do Egito e do Oriente Próximo durante a Idade do Bronze .
Em 2008, Sowada foi nomeada diretora executiva da Anglican Deaconess Institution Sydney.  Ela deixou o cargo em fevereiro de 2015.  Ela foi eleita para vários comitês da Diocese de Sydney, incluindo o Comitê Permanente, o Sínodo de Sydney e o Sínodo Geral.     Ela também atuou como lobista da Capitol Research, uma pequena empresa de comunicação corporativa que ela e seu marido.

## Vida pessoal
Sowada casou-se com o então democrata Armon Hicks em julho de 1991.  Eles têm duas filhas, nascidas em 1997 e 2004.